# Le Fil vert
Pour plus de détails, voir Fiche technique et Distribution.
Le Fil vert  est un film documentaire marocain réalisé en 2010.

## Synopsis
Le patrimoine culturel y compris les pratiques ancestrales peut-il collaborer à la conservation de l’environnement et la biodiversité ? Voilà ce que démontre ce documentaire à travers des images de plantes typiques du Maroc.

## Fiche technique
- Réalisation : Youssef El Kettabi
- Production : Youssef El Kettabi
- Scénario : Brahim El Kettabi
- Son : Amin Mohammed
- Montage : Youssef El Kettabi

## Récompenses
- Le Festival national du film éducatif, Fez, 2010